# Daanosaurus
Daanosaurus is een geslacht van sauropode dinosauriërs behorend tot de groep van de Brachiosauridae en dat in het late Jura leefde in de provincie Sichuan van het huidige China.

## Vondst en naamgeving
In 2002 werd bij Yongan, nabij Yantan, Zigong, in Sechuan het skelet ontdekt van een kleine sauropode.
De typesoort Daanosaurus zhangi is in 2005 benoemd en beschreven door Ye Yong, Gao Yuhui en Jiang Shan. De geslachtsnaam verwijst naar het plaatsje Da-an, de soortaanduiding eert de Chinese paleontoloog Zhang Fucheng. 
Het fossiel, holotype ZDM0193, is gevonden in een laag van de bovenste Xaishaximiaoformatie die dateert uit het late Jura, wellicht het Oxfordien. Het bestaat uit een skelet met schedel van een jong exemplaar. Bewaard zijn gebleven: een fragmentarische schedel met een bovenkaaksbeen, voorhoofdsbeenderen en wandbeenderen; een reeks van negenentwintig wervels van de nek en rug; ribben; en een rechterdijbeen. Het skelet maakt deel uit van de collectie van het Zigong Dinosaur Museum.

## Beschrijving
Het holotype heeft een geschatte lengte van vier à vijf meter. Het is echter een jong dier; de volwassen lengte is onbekend.
De tanden zijn lepelvormig. De nek is slechts matig verlengd. De draaier is kort en hoog. De halswervels hebben lange en diepe pleurocoelen. Hun onderzijden missen een kiel. De laminae van de halswervels zijn goed ontwikkeld. Hun doornuitsteeksels zijn laag en lang met een rechte bovenrand. Ze zijn breed maar niet gevorkt. De middelste halswervels hebben nekribben met gevorkte voorste uiteinden. De ruggenwervels hebben brede, maar niet gevorkte, doornuitsteeksels die in zijaanzicht plaatvormig zijn. De voorste staartwervels hebben chevrons met een Y-vormig profiel waarvan het haemaalkanaal bovenaan niet gesloten is. Het dijbeen is lang en recht met strek verbrede uiteinden. De vierde trochanter is goed ontwikkeld.

## Fylogenie
Daanosaurus is in de Brachiosauridae geplaatst en zou verwant zijn aan Bellusaurus binnen de Bellusaurinae. In 2015 concludeerde Xing Lida echter dat Daanosaurus geen synapomorfieën van de Brachiosauridae toonde. De vermeende verwantschap met Bellusaurus zou slechts voortkomen uit het feit dat het skelet alleen met die soort vergeleken was. Xing meende dat hoogstens een plaatsing in de Eusauropoda incertae sedis mogelijk was. In 2023 stelde een studie dat Daanoaurus een jong individu vertegenwoordigde van een of ander lid van de Mamenchisauridae.